# Francisco de Otero y Cossío

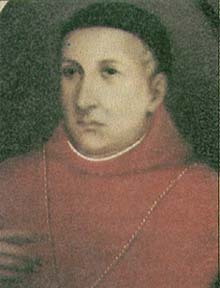

Francisco de Otero y Cossío (Turieno, Cantabria, 1640 o 1642 – Bogotá, 1714) fue inquisidor de Corte en Madrid y, más tarde, en 1703, fue nombrado arzobispo de Santa Fe de Bogotá, presidente, gobernador y capitán general de Nueva Granada de Indias. Llegó a la ciudad de Antioquia al empezar el siglo XVIII y contrajo matrimonio con doña Laura de Ossa Pimienta. Murió en Bogotá, en 1714. De su matrimonio dejó los siguientes hijos: Alejo, Francisco, José Joaquín, Juan Pablo y Nicolás.
Existe una efigie en su honor en el Monasterio de Santo Toribio de Liébana, en su calidad de inquisidor de Madrid y arzobispo de Santa Fe de Bogotá. Mandó construir la capilla del Lignum Crucis en el Monasterio de Santo Toribio, en la que se encuentra el enterramiento del propio arzobispo. Mandó, asimismo, construir el camarín donde se guarda el Lignum Crucis, obra de Pedro Martínez, monje benedictino de San Pedro de Cardeña. Su casa natal en Turieno presenta un escudo con la siguiente leyenda: «Nazió en esta su cassa, el Ylmo. Sr. Dn. Francisco de Otero y Cossio arz(o)b(is)po pre(siden)te y cap(ita)n g(eneral) del nuebo reyno de Granada».